# Europe-America Tournament
De CFA Europe-America Tournament was een voetbaltoernooi dat in 2005 eenmalig werd georganiseerd door Chinese Multinationals en de CFA, de nationale voetbalbond van China. Het toernooi werd georganiseerd om de handel tussen China en de rest van de wereld te bevorderen en het moest de Chinese tegenhanger worden van het Wereldkampioenschap voetbal voor clubs dat sinds 2005 werd georganiseerd in Japan. In 2006 werd besloten om geen nieuw toernooi te organiseren omdat bleek dat het organiseren van het toernooi meer geld kostte dan dat het opleverde.

## Opzet
Twee Europese teams spelen in de eerste halve finale tegen elkaar. De winnaar gaat direct door naar de finale en de verliezer speelt in de tweede halve finale tegen een ploeg uit Zuid-Amerika zodat de verliezer van de eerste halve finale in de tweede halve finale alsnog een kans krijgt om de finale te bereiken.

## Deelnemende teams
| Team      | Land      |
| --------- | --------- |
| Feyenoord | Nederland |
| Espanyol  | Spanje    |
| Nacional  | Uruguay   |

## Halve finales
|              |                  |       |                |                |
| 17 juli 2005 | Feyenoord        | 2 – 1 | Espanyol       | Nanjing, China |
| 17 juli 2005 | Kuyt 9' Kuyt 19' |       | 32' Pochettino | Nanjing, China |

### Halve finale / herkansing
|              |          |       |          |               |
| 20 juli 2005 | Espanyol | 1 – 1 | Nacional | Suzhou, China |
| 20 juli 2005 |          |       |          | Suzhou, China |

## Finale
|              |                            |       |          |                |
| 22 juli 2005 | Feyenoord                  | 3 – 0 | Nacional | Nanjing, China |
| 22 juli 2005 | Hofs 12' Kuyt 73' Kuyt 75' |       |          | Nanjing, China |

## Eindstand
| Team         | Ptn | Wed | W | G | V | DV | DT | DS |
| ------------ | --- | --- | - | - | - | -- | -- | -- |
| 1. Feyenoord | 6   | 2   | 2 | 0 | 0 | 5  | 1  | +4 |
| 2. Espanyol  | 1   | 2   | 0 | 1 | 1 | 2  | 3  | -1 |
| 3. Nacional  | 1   | 2   | 0 | 1 | 1 | 1  | 4  | -3 |

## Trivia
Ter promotie van het toernooi werd er in Chinese kranten gesproken van een kleine wereldbeker zoals de Pequeña Copa del Mundo. Dit moest ervoor zorgen dat er toeschouwers naar de wedstrijden zouden komen. Helaas was dit niet het geval. Alle drie de wedstrijden werden gespeeld in bijna lege stadions.